# Dichelacera fasciata
Dichelacera fasciata är en tvåvingeart som beskrevs av Walker 1850. Dichelacera fasciata ingår i släktet Dichelacera och familjen bromsar. Inga underarter finns listade i Catalogue of Life.